# Michael Golden (Comiczeichner)

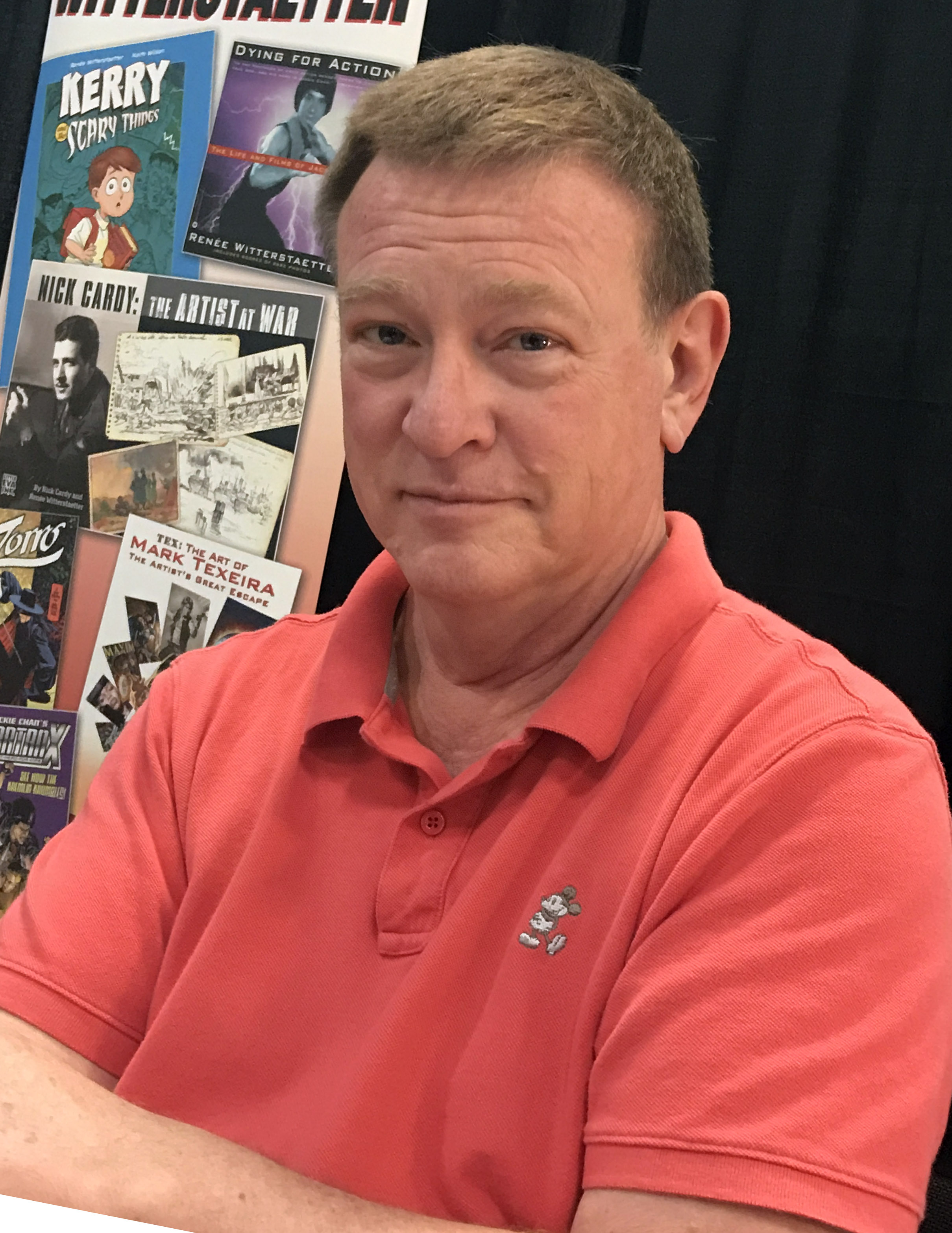
Michael Golden auf der East Coast Comicon 2018

Michael Golden, auch Mike Golden (* um 1945) ist ein US-amerikanischer Comiczeichner.

## Leben
Golden begann in den 1970er Jahren, als hauptberuflicher Comiczeichner zu arbeiten. Erstes Aufsehen erregte er dabei mit seiner Arbeit an der Serie Micronauts, der Comicadaption zu einer Reihe von Spielzeugprodukten, die unter seiner Regie zu einer der kommerziell erfolgreichsten Serien der Zeit wurde. Im weiteren Verlauf der 1970er und in den 1980er Jahren folgten Arbeiten an zahlreichen weiteren Marvel-Veröffentlichungen. So zeichnete Golden für die Superhelden-Serien She-Hulk, Marvel Fanfare, und Doctor Strange, für die Kriegsserie The Nam, den Fantasy-Humor-Klassiker Howard The Duck und die Mystery-Reihe Bizarre Adventures. Hinzu kamen Sonderprojekte wie das G.I. Joe Yearbook #2 oder das Avengers Annual #10.
Für den Marvel-Konkurrenten DC Comics gestaltete Golden in den 1980ern mehrere Comics der traditionsreichen Batman-Reihe, darunter insbesondere das populäre Batman Special #1 von 1984, das Golden in Zusammenarbeit mit Mike W. Barr schuf und mehrere Hefte der Serie Batman Family.
In den 1990er und 2000er Jahren legte Golden meist nur noch Cover-Zeichnungen vor, so für die DC-Serien Nightwing, Batman, Superman: Man of Steel, Vigilante und Detective Comics. Weitere Projekte dieser Zeit waren Arbeiten an den Serien Rom, Beavis and Butthead sowie Mutant X.